# Пайюты

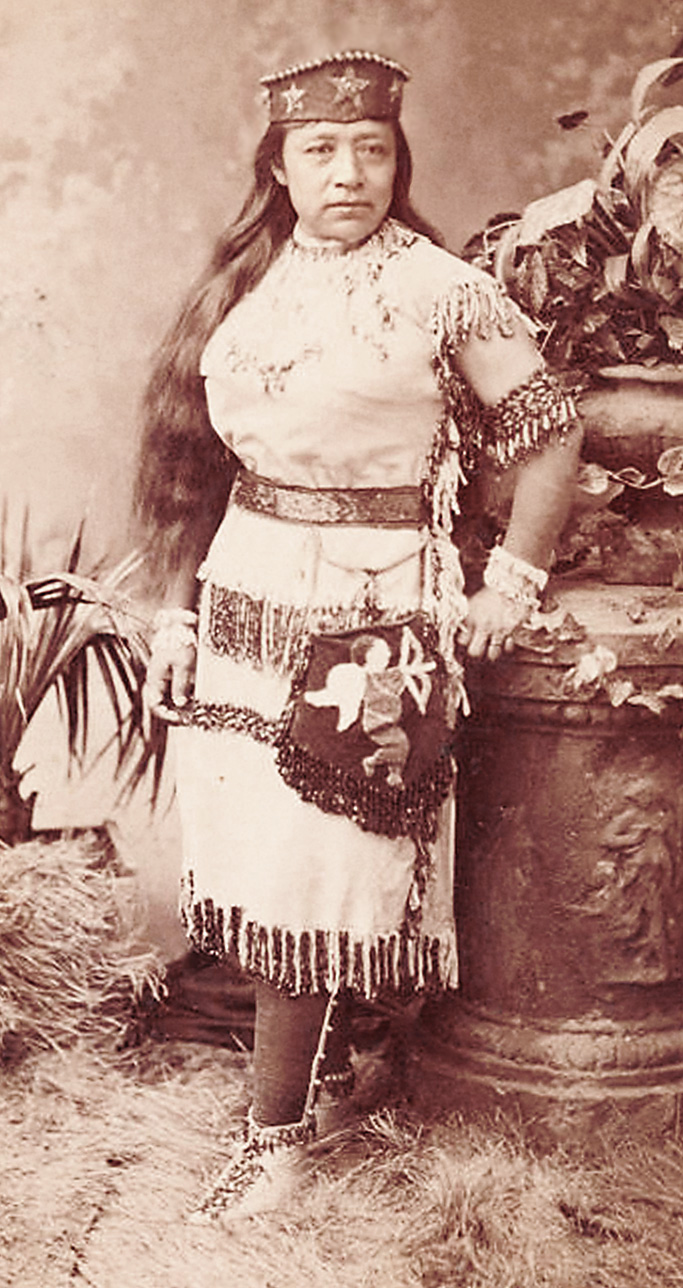
Сара Уиннемакка, писательница из племени пайютов. Фото 1883 года, Бостон

Пайю́ты (англ. P(a)iute, ˈpaɪjuːt) — термин, охватывающий две группы индейских племён: северных пайютов (Калифорния, Невада, Орегон и Айдахо) и южных пайютов (Аризона, юго-восточная Калифорния, Невада и Юта). Обе группы говорят на языках, принадлежащих к нумской ветви юто-ацтекской языковой семьи, однако эти языки отстоят друг от друга достаточно далеко по сравнению с другими родственными им языками той же ветви. В 1990 году насчитывалось около 6300 пайютов.

## Название

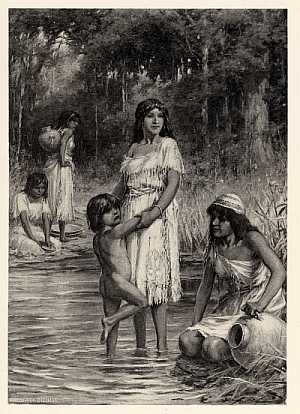
Пайютские женщины и дети, Йосемитская долина, 1891

Иногда термин «пайюты» также распространяется на соседние племена баннок, моно, тимбиша и кавайису, которые также говорят на близкородственных нумских языках.
Происхождение названия «пайют» (Paiute) неясно. Некоторые антропологи интерпретируют название как «водные юте» или «подлинные юте». Северные пайюты называют себя «нума» или «нуму» (отсюда — нумские языки); южные пайюты называют себя Nuwuvi. Оба эти термина означают «люди». Также северных пайютов иногда называют Paviotso.

## История
Ранние испанские колонизаторы называли южных пайютов словом «Payuchi» (с северными пайютами испанцы не контактировали), а ранние англо-американские поселенцы называли обе группы «копателями» (за их привычку искать и выкапывать съедобные коренья), что в настоящее время считается оскорблением.
В 1889–1890 годах среди пайютов распространилась Пляска Духа, соединившая христианское учение и религиозные верования лакота. Пляска Духа стала одной из причин, приведшей к Резне на ручье Вундед-Ни, ставшей печальным концом долгого противостояния между армией США и индейцами. 
Племени пайют-шонон удалось добиться изъятия останков 10 600-летней мумии Пещеры Духов, найденной в 1940 году в 21 км от города Фаллон, из экспозиции Государственного музея Невады и предать их земле. Команда Эске Виллерслева пришла к выводу, что по ДНК мумия более тесно связана с коренными группами в Северной и Южной Америке, чем с любым другим современным населением Земли, но Виллерслев отказался от комментариев в пользу репатриации останков поскольку данные его команды тогда ещё не были опубликованы в научном журнале. У мумии определили Y-хромосомную гаплогруппу Q1b1a1a1-M848 и митохондриальную гаплогруппу D1.